# Vartej
Vartej è una suddivisione dell'India, classificata come census town, di 9.703 abitanti, situata nel distretto di Bhavnagar, nello stato federato del Gujarat. In base al numero di abitanti la città rientra nella classe V (da 5.000 a 9.999 persone).

## Geografia fisica
La città è situata a 21° 43' 60 N e 72° 4' 0 E e ha un'altitudine di 28 m s.l.m..

## Società

### Evoluzione demografica
Al censimento del 2001 la popolazione di Vartej assommava a 9.703 persone, delle quali 5.071 maschi e 4.632 femmine. I bambini di età inferiore o uguale ai sei anni assommavano a 1.526, dei quali 830 maschi e 696 femmine. Infine, coloro che erano in grado di saper almeno leggere e scrivere erano 5.997, dei quali 3.558 maschi e 2.439 femmine.